# Salix qinlingica
Salix qinlingica är en videväxtart som beskrevs av C. Wang och N. Chao. Salix qinlingica ingår i släktet viden, och familjen videväxter. Inga underarter finns listade i Catalogue of Life.